# Фалішувка
Фалішувка (пол. Faliszówka) — село в Польщі, у гміні Хоркувка Кросненського повіту Підкарпатського воєводства.
Населення — 818 осіб (2011).
У 1975-1998 роках село належало до Кросненського воєводства.

## Демографія
Демографічна структура станом на 31 березня 2011 року:
|          | Загалом | Допрацездатний вік | Працездатний вік | Постпрацездатний вік |
| -------- | ------- | ------------------ | ---------------- | -------------------- |
| Чоловіки | 412     | 98                 | 261              | 53                   |
| Жінки    | 406     | 82                 | 220              | 104                  |
| Разом    | 818     | 180                | 481              | 157                  |